# Elizabeth Kilgore Steen
Elizabeth Kilgore "Bessie" Steen, född 21 april 1886 i Jackson Township i Washington County i Iowa i USA, död 12 juli 1938 i Loma Linda i San Bernardino County i Kalifornien, var en amerikansk lärare, upptäcktsresande, socialantropolog och författare.

## Barndom och utbildning
Elizabeth Steen var dotter till Samuel Britton Steen (1845–1905) och sjuksköterskan Emma Cooper (1863–1927). Hon föddes i Jackson Township. När hon var 14 flyttade familjen till Knoxville. Hon gick ut grundskolan (high school) 1905 och undervisade sedan vid Old English Settlement några mil öster om Knoxville. Hon tog en kandidatexamen i konst vid Emanuel Missionary College (senare Andrews University) i Berrien Springs, Michigan, och därefter en magisterexamen vid Columbia University i New York 1926.
Konstintresset i kombination med ett stort intresse för resor tog henne vid något tillfälle till New Mexico där hon studerade urfolkens teckningar. Det var här hon lär ha bestämt sig för att ägna sitt liv åt antropologi. Hon påstås även ha rest i Europa, möjligen efter Columbia University, för att studera konst i England, Frankrike, Tyskland och Österrike.
År 1929 antogs hon som antropologistudent vid University of California. Det är oklart om hon slutförde sin doktorsutbildning. Hon påstås även ha haft en utbildning från Pratt Institute i Brooklyn, New York.

## Expeditioner till Brasilien
År 1927 undervisade Steen vid gymnasiet i San Jose. Hennes bror Thomas W. Steen hade flyttat till Brasilien flera år tidigare och undervisade vid ett brasilianskt college i Sao Paulo. Hon besökte sin bror 1927 och fick då också träffa ursprungsbefolkningen, bland annat aimoré (även kallade aymore, aimboré, botocudo).
Under 1930 reste hon tillbaks till Brasilien ett år efter de påbörjade antropologistudierna. Inför avresan i februari 1930 skrev tidningarna om lärarinnan som skulle hitta "den försvunna stammen" (the lost tribe) i Amazonas vilket syftade på tapiraré. Elizabeth berättade för tidningarna att stammen hade jagats bort 20 år tidigare av karajá (även carajá). Med på expeditionen i Brasilien var personal från den brasilianska urfolksmyndigheten (Indian Protection Service) och inhemska guider från olika urfolk, samt en militär Ferdinand da Costa. De reste längs Araguaiafloden (Rio Araguaia), en av Tocantinsflodens bifloder i centrala Brasilien som rinner genom delstaterna Mato Grosso, Goiás, Tocantins och Pará. När de väl kom till tapiraré övernattade expeditionen i deras by en natt. I december 1930 var hon tillbaks i Rio de Janeiro.
Hon samlade in föremål och tog fotografier under expeditionen. Föremålen finns idag bland annat på National Museum of the American Indian, Washington D.C. Några finns även i Sverige på Världskulturmuseet i Göteborg.

## Författare
Elizabeth Steen skrev en barnbok, Red Jungle Boy, vilken gavs ut 1937 med ett förord av antropologen Franz Boas.